# Tivolibron
Tivolibron är en balkrambro i betong i centrala Sundsvall mellan Parkgatan i Stenstan och Skepparplatsen i Norrmalm. Bron öppnades för trafik 1956 och har fått sitt namn efter sommarrestaurangen Tivoli, som fram till början 1940-talen låg där Hälsocentralen Centrum i Sundsvall nu ligger. E4:an gick på denna bro till 2014 då Sundsvallsbron öppnades och E4:an flyttades dit istället. Sedan dess är bron en lokal bro inom Sundsvall.

## Första Tivolibron
Efter Sundsvallsbranden 1888 beslutade man bygga en ny bro alldeles framför Tivoli i Norrmalm. Denna bro var en svängbro i järn. Bron som uppfördes av Motala Mekaniska verkstad stod klar 1890. I samband med att den nuvarande Tivolibron stod klar 1956 revs den gamla. Kvar idag finns dock ännu bropelaren av den gamla i mitten av Selångersån.

## Nuvarande Tivolibron
Nya Tivolibron, den nuvarande, byggdes 1956. Behovet av en svängbro var borta så höjden på bron blev inte mer än 40 centimeter högre än den gamla.. Bron fick en 14 meter bred vägbana i mitten med 4 filer och en 3 meter bred gångbana på var sida om denna.. Den nuvarande bron är uppsatt på Trafikverkets lista över kulturhistoriskt värdefulla broar.